# Günter Lyhs
Günter Lyhs (* 20. April 1934 in Sulimmen, Kreis Lötzen, Ostpreußen, heute Woiwodschaft Ermland-Masuren, Polen) ist ein ehemaliger deutscher Gerätturner. Sein Heimatverein war der Turner-Club Gelsenkirchen 1874 und ab 1964 der Turnverein Jahn Kierspe.
Er gewann mit der gesamtdeutschen Mannschaft eine Bronzemedaille im Mannschaftsmehrkampf bei den Olympischen Spielen 1964 in Tokio. Im Einzelmehrkampf erreichte er bei diesen Spielen den 29. Rang.
Mit 19 nationalen Einzeltiteln, darunter sechs im Jahr 1960, zählt er zu den erfolgreichsten Turnern in der Geschichte der Deutschen Meisterschaften. Er wurde 1960 sowie punktgleich mit Willi Jaschek 1967 deutscher Meister im Mehrkampf. Darüber hinaus siegte er 1960 punktgleich mit Philipp Fürst und 1964 am Barren, 1960, 1962 und punktgleich mit Philipp Fürst 1964 im Ringeturnen, 1960, 1965 und 1966 im Pferdsprung, von 1959 bis 1962 viermal in Folge im Bodenturnen sowie 1960, 1962, 1965, 1966 und 1967 am Reck.
Lyhs wurde am 11. Dezember 1964 mit dem Silbernen Lorbeerblatt ausgezeichnet.